# Richard de Clare (4. hrabia Hertford)
Richard de Clare, 4. hrabia Hertford (ur. 1162, zm. 28 listopada 1217) – angielski możnowładca, syn Rogera de Clare, 3. hrabiego Hertford, i Maud de Saint Hilary.
Tytuł hrabiego Hertford odziedziczył po śmierci ojca w 1173 r. Był obecny podczas koronacji królów Ryszarda I Lwie Serce 3 września 1189 r. oraz Jana bez Ziemi 27 maja 1199 r. Był również obecny podczas hołdu króla Szkocji Wilhelma Lwa w Lincoln. Podczas walk króla Jana z baronami, Hertford stał po stronie tych ostatnich. Brał udział w tworzeniu Wielkiej Karty Swobód jako jeden z 25 strażników. 9 listopada 1215 r. został jednym z reprezentantów baronów negocjujących pokój z królem.
Po kolejnym zerwaniu między Janem a baronami dobra Hertforda w Cambridgeshire, Norfolk, Suffolk i Essex został skonfiskowane i nadane Robertowi de Bethune. Richard został również ekskomunikowany przez papieża Innocentego III. Zmarł w roku 1217.
Ok. 1172 r. poślubił Amicję Fitz William, córkę Williama Fitz Roberta, 2. hrabiego Gloucester, i Hawise de Beaumont, córki 2. hrabiego Leicester. Ok. 1198 r. Richard i Amicja musieli się rozstać z powodu zbyt bliskiego pokrewieństwa. Mieli razem dwóch synów i trzy córki:
- Isabel de Clare (ur. 1178)
- Gilbert de Clare (1180 – 25 października 1230), 5. hrabia Hertford i 1. hrabia Gloucester
- Matilda de Clare (1184–1213), żona sir Williama de Braose
- Richard de Clare (1184 – 4 marca 1228)
- Joane de Clare (ur. 1184)